# Пошогань
Пошогань, Пошогані (рум. Poșogani) — село у повіті Алба в Румунії. Входить до складу комуни Лупша.
Село розташоване на відстані 311 км на північний захід від Бухареста, 43 км на північний захід від Алба-Юлії, 55 км на південний захід від Клуж-Напоки.

## Населення
За даними перепису населення 2002 року у селі проживала 61 особа, усі — румуни. Усі жителі села рідною мовою назвали румунську.